# Кениапитек
Кениапитек (лат. Kenyapithecus — «кенийская обезьяна») — вымерший род человекообразных обезьян, живших на территории Кении. Верхняя челюсть и зубы животного имеют возраст 14 миллионов лет. Известен один вид — Kenyapithecus wickeri (KNM-FT 28, 46, 47, Форт Тернан). Раньше выделялся ещё один вид кениапитеков, более древний (15 миллионов) и менее специализированный — Kenyapithecus africanus, 1993 (KNM-TM 28860), но теперь его относят либо к роду грифопитек (Griphopithecus africanus), либо к роду экваториус (Equatorius africanus).

## Классификация
- Отряд приматы (Primates)
  - Подотряд сухоносые обезьяны (Haplorhini)
    - Инфраотряд обезьянообразные (Simiiformes)
      - Парвотряд узконосые обезьяны (Catarrhina)
        - Надсемейство человекообразные обезьяны или гоминоиды (Hominoidea)
          - Род кениапитек (Kenyapithecus)